# 凪良
凪 良（なぎ りょう）は、日本のイラストレーター。以前は凪良(nagi)名義で活動していた。
代表作に『風水学園』、『アルトネリコ』、『ディメンション・ゼロ』などがある。

## 関連作品

### ゲーム
- アルトネリコ（キャラクターデザイン）
  - アルトネリコ 世界の終わりで詩い続ける少女（PS2、2006年発売、ガスト・バンプレスト（後のバンダイナムコゲームス））
  - アルトネリコ2 世界に響く少女たちの創造詩（PS2、2007年発売、ガスト・バンプレスト（後のバンダイナムコゲームス））
  - アルトネリコ3 世界終焉の引鉄は少女の詩が弾く（PS3、2010年発売、ガスト・バンダイナムコゲームス）
- スティールクロニクル（アーケードゲーム、キャラクターデザイン、2011年稼働開始～稼働中、コナミデジタルエンタテインメント）
  - スティールクロニクルGANESH（キャラクターデザイン、開発中止、コナミデジタルエンタテインメント）
- 怒首領蜂最大往生（アーケードゲーム、キャラクターデザイン、2012年稼働開始、2013年Xbox 360版発売、ケイブ）
- 拡散性ミリオンアーサー（スマートフォンゲーム、一部キャラクターデザイン、2012年4月配信開始、スクウェア・エニックス）
- オカルトメイデン（スマートフォンゲーム、メインキャラクターデザイン、2013年11月29日配信開始、スクウェア・エニックス）
- JUDAS CODE（スマートフォンゲーム、メインキャラクターデザイン、2014年8月21日配信開始、トライエース）
- 城姫クエスト（スマートフォンゲーム、一部キャラクターデザイン、2014年８月配信開始、GREE、KADOKAWA（アスキー・メディアワークス）、AZITO）
- 乖離性ミリオンアーサー（スマートフォンゲーム、一部キャラクターデザイン、2014年11月配信開始、スクウェア・エニックス）
- この世の果てで恋を唄う少女YU-NO（PS4、PS Vita版キャラクターデザイン 2016年発売、MAGES.）
- 一血卍傑（スマートフォンゲーム、一部キャラクターデザイン、DMM.com OVERRIDEとRejet）
- 天華百剣 -斬-(スマートフォンゲーム、一部キャラクターデザイン、DeNA）
- 拡張少女系トライナリー（スマートフォンゲーム、一部キャラクターデザイン、2017年4月配信開始、コーエーテクモゲームス ガストブランド）
- マギアレコード 魔法少女まどか☆マギカ外伝（スマートフォンゲーム、一部キャラクターデザイン、2017年8月配信開始、アニプレックス）
- 23/7 トゥエンティースリーセブン(スマートフォンゲーム、メインキャラクターデザイン、2018年3月配信開始、藤商事）
- ラングリッサーI＆II（PS4、Switch、キャラクターデザイン、2018年発売予定、キャラアニ　エクストリーム）
- 怒首領蜂最大往生 EXAレーベル（アーケードゲーム、新ビジュアルアート、2020稼働開始、ケイブ・exA-Arcadia TEAM EXA-AM2）

アニメ
- ヘヴィーオブジェクト (全24話、発表期間2015年10月2日 - 2016年3月26日、アニメーション制作：J.C.STAFF)
- この世の果てで恋を唄う少女YU-NO (全26話、2019年4月 - 10月、アニメーション制作：feel.)

### カードゲーム
- ディメンション・ゼロ（ブロッコリー）
- アクエリアンエイジ（ブロッコリー）
- 悠久の車輪（スクウェア・エニックス・タイトー）
- デュエル・マスターズ（タカラトミー）
- LORD of VERMILION（スクウェア・エニックス）
- 戦国大戦（SEGA）

### 小説挿絵
- 風水学園（全８巻+2巻、2003年 - 2005年、著：夏緑、MF文庫J）
- シャープ・エッジ（全3巻、2003年、著：坂入慎一、電撃文庫）
- F（全3巻、2005年、著：坂入慎一、電撃文庫）
- アプラクサスの夢（2004年、著：高橋弥七郎、電撃文庫）
- 神曲奏界ポリフォニカ ぱれっと（2007年、アンソロジー短編集、GA文庫）
- ヘヴィーオブジェクト シリーズ（全20巻、2009年 - 2021年、著：鎌池和馬、電撃文庫）
- ヴァルトラウテさんの婚活事情（2012年、著：鎌池和馬、電撃文庫）
- 銀河を見るナイチンゲール（2016年、著：鳥村居子、NOVEL 0）
- クラウン・オブ・リザードマン（全3巻、2017年、著：雨木シュウスケ、富士見ファンタジア文庫）

### その他
- 武装神姫（剣型MMS フランベルジュ、斧型MMS コルセスカデザイン、コナミデジタルエンタテインメント）※発売中止
- ZONE OF THE ENDERS HD EDITION（限定版特典イラスト、コナミデジタルエンタテインメント）
- 神のみぞ知るセカイ（神のみぞ知るセカイII、5話予告イラスト）
- 萌えるiPhone読本（カバーイラスト、白夜書房）
- ルーンファクトリー オーシャンズ（予約特典ブックレットイラスト、マーベラスエンターテイメント）
- ディスガイア D2（ジョシュア魔法イラスト、日本一ソフトウェア）
- AKIBA'S TRIP PLUS（限定版特典イラスト、アクワイア）
- 劇場版 とある魔術の禁書目録 -エンデュミオンの奇蹟-（衣装デザイン協力、KADOKAWA）
- アルノサージュ〜生まれいずる星へ祈る詩〜（詩魔法「機甲艶姫」デザイン協力、ガスト）
- メガミデバイス（Chaos & Pretty マジカルガール・ウィッチ、デザイン、2018年発売、コトブキヤ）
- メガミデバイス（Chaos & Pretty マジカルガール・ウィッチ　ダークネス、デザイン、2019年発売、コトブキヤ）
- メガミデバイス（Chaos & Pretty 赤ずきん・アリス、デザイン、2022年発売、コトブキヤ）
- 鎧の令嬢の返り咲き（キャラデザ・作画、2024年 - 連載中、ジャンプTOON）